# Mundão (aliado de Teodorico)
Mundão (em latim: Mundo) foi um nobre huno do começo do século VI. Segundo os autores clássicos, era parente de Átila, o Huno (r. 434–453). Historiadores modernos têm considerado que este indivíduo pode ser associado ao general bizantino Mundo, o que fez dele filho de Giesmo, possível filho de Átila, e uma filha de nome desconhecido do rei gépida Ardarico

## Vida
Quando alcançou a maioridade, cerca de 500, Mundão abandonou os gépidas e dirigiu-se ao norte do Danúbio onde reuniu alguns bandidos e foras da lei, capturou a torre de Herta e fez-se governante (rei) do distrito. Ele tornou-se um federado (aliado) do rei Teodorico, o Grande (r. 474–526). Em 505, devido a suas depredações nos territórios bizantinos, o general Sabiniano fez guerra contra ele, e Mundão solicitou ajuda dos ostrogodos. Pitzias, general de Teodorico, chegou quando ele quase havia abandonado a esperança e eles infligiram uma derrota esmagadora sobre os bizantinos no Hórreo de Margo. Depois disso, Mundão tornou-se súdito de Teodorico.